# Associazione Sportiva Bari 1984-1985
Questa voce raccoglie le informazioni riguardanti l'Associazione Sportiva Bari nelle competizioni ufficiali della stagione 1984-1985.

## Stagione
Dopo un solo anno in C1 il Bari è nuovamente in serie cadetta. Con l'allenatore Bolchi confermato senza indugi, nel mercato estivo Acerbis, De Martino, Baldini e De Rosa vengono ceduti in blocco, in compartecipazione al Pescara per un ricavo di 1 miliardo e 200 milioni di lire. Parte di questa cospicua somma viene utilizzata per la comproprietà dell'attaccante Alberto Bergossi; vengono rilevati anche i centrocampisti Piraccini e Cupini (ala destra) e l'attaccante Edi Bivi (29 gol in 3 anni con il Catanzaro), pagato dalla società barese più di 4 miliardi. In porta, accordatosi P. Conti con la Fiorentina vengono presi l'esperto Mascella e l'emergente Imparato. La punta Messina viene venduta anche per sovrannumero di elementi con lo stesso ruolo.

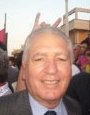
Vincenzo Matarrese. Con lui alla presidenza del Bari la squadra ottiene per la prima volta nella sua storia due promozioni consecutive dalla Serie C1 alla Serie A.

Il ritiro ha sede a Cornaiano, in provincia di Bolzano. In Coppa Italia, dopo il pareggio nel derby contro il Lecce i galletti «si trasformano ancora contro una "grande"» (come titola, in tono elogiativo la Gazzetta dello Sport il 28 agosto 1984) battendo in casa 2-1 l'Udinese di Zico. Dopo aver battuto di misura anche il Catanzaro allo stadio Ceravolo (0-1), gli uomini di Bolchi trovano la sconfitta a Marassi contro la Sampdoria (i pugliesi sbagliano un rigore) e grazie al 5-0 inflitto alla Cavese (con lo stesso risultato il Bari aveva battuto la squadra campana nel campionato 1981-1982), approdano agli ottavi di Coppa per il terzo anno consecutivo, per miglior differenza reti.
In campionato i biancorossi partono bene: due vittorie nelle prime due giornate e alla terza c'è il derby in casa contro il Lecce di Fascetti. Dopo aver sbloccato con Bivi, all'86º minuto Bergossi dribbla quattro avversari compreso il portiere Pionetti e deposita in rete per il definitivo 2-0: alcuni giornalisti paragonano quest'azione da gol a un'altra che Sandro Mazzola realizzò quindici anni prima. In quarta giornata battuta d'arresto a Bologna e dopo la vittoria in casa sul Monza, ancora sconfitta a Cagliari. Poi una lunga serie positiva di tredici gare fino al termine del girone d'andata, per un totale di 27 punti.
Negli ottavi di Coppa Italia i biancorossi vengono sconfitti dalla Fiorentina di Sócrates sia in casa sia in trasferta, uscendo dalla competizione.
Nella prima di ritorno, a Parma, una fitta nebbia rende difficile il proseguimento dell'incontro; i ducali vanno in vantaggio per 3-0 e l'arbitro, sbagliando la lettura dell'orario decreta la fine della partita con quattro minuti d'anticipo. I pugliesi presentano ricorso e questo viene accolto; la squadra di Maciste, poi, perde il recupero per 1-0. Vincendo la partita successiva, al della Vittoria contro il Campobasso, il Bari avvia un'alternanza di vittorie interne e sconfitte esterne lunga sei turni (perde 1-0 il derby di Lecce). Dopo lo 0-0 interno con l'Empoli nella 27ª giornata i baresi vengono sconfitti 1-0 a Trieste. La situazione si fa delicata: l'andamento alternato in apertura del girone di ritorno ha fatto perdere ai biancorossi il vantaggio accumulato precedentemente; una serie positiva con diverse vittorie faciliterebbe il ritorno nel massimo campionato, atteso da quindici anni. Il capitano Lopez, a nome di tutta la squadra manifesta al mister la sfiducia nei confronti del suo gioco ritenuto troppo difensivo, con le azioni da gol sviluppate su contropiede. Bolchi riesce a calmare gli umori e la situazione migliora: a novanta minuti dalla fine del campionato il Bari ha vinto quattro gare e ne ha pareggiate cinque, tra cui quella in trasferta contro il Pisa, poi vincitore del torneo (nessun'altra sconfitta). In queste nove gare Bivi trasforma cinque rigori. La formazione biancorossa è con la Triestina a 47 punti, un punto di vantaggio sul Perugia e due dietro Pisa e Lecce; alle prime due basterebbe un pareggio per salire in massima divisione, mentre le altre tre devono vincere per sperare nella promozione.
L'ultima giornata vede vittoriosi gli umbri e sconfitti gli alabardati; Pisa e Lecce pareggiano. I pugliesi ospitano il Pescara già salvo, formazione con diversi ex, che allenata da Catuzzi calàmita consensi); la gara si svolge in uno stadio saturo di tifosi biancorossi: dopo un primo tempo in cui gli abruzzesi dimostrano di non voler "regalare" la partita, nel secondo i galletti aumentano la pressione e trovano la rete al 67º minuto con Bivi (interno destro su cross di Piraccini). Diciannove minuti dopo, per l'atterramento in area di Bivi il Bari ottiene un rigore che Bergossi trasforma. L'undici di Bolchi gestisce il vantaggio nei restanti minuti e al triplice fischio gli sportivi baresi festeggiano la promozione del Bari in Serie A. Con 20 reti Edi Bivi vince la classifica marcatori della serie cadetta.
È la prima promozione in Serie A della gestione Matarrese e la prima volta nella storia che due formazioni pugliesi (Bari e Lecce) raggiungono insieme la massima serie.

## Divise e sponsor

Una formazione barese scesa in campo nel girone estivo di Coppa Italia, con jersey sponsor ancora provvisorio.

Lo sponsor tecnico per la stagione 1984-1985 è sempre Adidas, mentre lo sponsor ufficiale è la Cassa di Risparmio di Puglia. Le divise per la stagione '84-'85 sono le seguenti:
| Casa | Trasferta | Alternativa |

## Organigramma societario
Area direttiva
- Presidente: Vincenzo Matarrese

Area tecnica
- Direttore sportivo: Franco Janich
- Allenatore: Bruno Bolchi
- Allenatore in seconda: Biagio Catalano

Area sanitaria
- Medici sociali: dott. Sabino Lerario
- Massaggiatori: Domenico Amoruso, Lorenzo Ferrara

## Rosa
| N. |                   | Ruolo | Calciatore           |
| -- | ----------------- | ----- | -------------------- |
|    | Italia (bandiera) | P     | Luigi Imparato       |
|    | Italia (bandiera) | P     | Poerio Mascella      |
|    | Italia (bandiera) | D     | Alberto Cavasin      |
|    | Italia (bandiera) | D     | Francesco Cuccovillo |
|    | Italia (bandiera) | D     | Giorgio De Trizio    |
|    | Italia (bandiera) | D     | Maurizio Gridelli    |
|    | Italia (bandiera) | D     | Salvatore Guastella  |
|    | Italia (bandiera) | D     | Giovanni Loseto      |
|    | Italia (bandiera) | C     | Angelo Cupini        |
|    | Italia (bandiera) | C     | Massimo Gargani      |

| N. |                   | Ruolo | Calciatore               |
| -- | ----------------- | ----- | ------------------------ |
|    | Italia (bandiera) | C     | Giuseppe Giusto          |
|    | Italia (bandiera) | C     | Antonio Lopez (capitano) |
|    | Italia (bandiera) | C     | Onofrio Loseto           |
|    | Italia (bandiera) | C     | Adriano Piraccini        |
|    | Italia (bandiera) | C     | Luciano Sola             |
|    | Italia (bandiera) | A     | Alberto Bergossi         |
|    | Italia (bandiera) | A     | Edi Bivi                 |
|    | Italia (bandiera) | A     | Giuseppe Galluzzo        |
|    | Italia (bandiera) | A     | Elia Roselli             |

## Calciomercato

### Sessione estiva
| Acquisti | Acquisti          | Acquisti  | Acquisti          |
| R.       | Nome              | da        | Modalità          |
| -------- | ----------------- | --------- | ----------------- |
| P        | Poerio Mascella   | Monza     | definitivo        |
| P        | Luigi Imparato    | Potenza   | definitivo        |
| D        | Maurizio Gridelli | Torino    | definitivo        |
| C        | Massimo Gargani   | Lucchese  | definitivo        |
| A        | Elia Roselli      | Foligno   | definitivo        |
| C        | Adriano Piraccini | Cesena    | definitivo        |
| C        | Angelo Cupini     | Lazio     | definitivo        |
| A        | Alberto Bergossi  | Avellino  | compartecipazione |
| A        | Edi Bivi          | Catanzaro | definitivo        |
| C        | Giuseppe Giusto   | Monopoli  | fine prestito     |

| Cessioni | Cessioni             | Cessioni       | Cessioni          |
| R.       | Nome                 | a              | Modalità          |
| -------- | -------------------- | -------------- | ----------------- |
| C        | Antonio Elia Acerbis | Pescara        | compartecipazione |
| C        | Franco Baldini       | Pescara        | compartecipazione |
| A        | Giuseppe De Martino  | Pescara        | compartecipazione |
| C        | Luigi De Rosa        | Pescara        | compartecipazione |
| P        | Paolo Conti          | Fiorentina     | definitivo        |
| A        | Claudio De Tommasi   | Modena         | definitivo        |
| A        | Gabriele Messina     | Palermo        | definitivo        |
| P        | Giovanni Caffaro     | Barletta       | definitivo        |
| C        | Danilo Ronzani       | Sambenedettese | definitivo        |
| A        | Emanuele Del Zotti   | Spezia         | definitivo        |

### Sessione invernale
Nessuna operazione.

## Risultati

### Serie B

#### Girone di andata
| Arbitro: | Baldi (Roma) |

|                             |           |  |
| Bivi 34’ (rig.), 62’ (rig.) | Marcatori |  |

| Arbitro: | Da Pozzo (Monza) |

|  |           |         |
|  | Marcatori | 8’ Sola |

| Arbitro: | Pairetto (Torino) |

|                       |           |  |
| Bivi 51’ Bergossi 86’ | Marcatori |  |

| Arbitro: | Ballerini (La Spezia) |

|                |           |  |
| Marocchino 77’ | Marcatori |  |

| Arbitro: | Pezzella (Frattamaggiore) |

|          |           |  |
| Bivi 27’ | Marcatori |  |

| Arbitro: | Ciulli (Roma) |

|                     |           |                 |
| Conca 15’ Uribe 26’ | Marcatori | 82’ (rig.) Bivi |

| Arbitro: | Baldi (Roma) |

|          |           |  |
| Bivi 75’ | Marcatori |  |

| Arbitro: | Sguizzato (Verona) |

|             |           |              |
| Cinello 27’ | Marcatori | 77’ Galluzzo |

| Arbitro: | Esposito (Torre del Greco) |

|                    |           |  |
| Vailati 62’ (aut.) | Marcatori |  |

| Arbitro: | D'Innocenzo (Roma) |

|                 |           |  |
| Bivi 83’ (rig.) | Marcatori |  |

| Taranto 25 novembre 1984 11ª giornata | Taranto        | 0 – 0 referto | Bari | Stadio Erasmo Iacovone\| Arbitro: \| Pieri (Genova) \| |
| Arbitro:                              | Pieri (Genova) |               |      |                                                        |

| Arbitro: | Vecchiatini (Bologna) |

|                   |           |               |
| Galluzzo 72’, 89’ | Marcatori | 67’ Bongiorni |

| Arbitro: | Esposito (Torre del Greco) |

|                      |           |            |
| Gibellini 15’ (rig.) | Marcatori | 85’ Giusto |

| Arbitro: | Paolo Casarin (Milano) |

|                 |           |               |
| Bivi 78’ (rig.) | Marcatori | 56’ Volpecina |

| Arezzo 23 dicembre 1984 15ª giornata | Arezzo         | 0 – 0 referto | Bari | Stadio Comunale\| Arbitro: \| Leni (Perugia) \| |
| Arbitro:                             | Leni (Perugia) |               |      |                                                 |

| Arbitro: | Longhi (Roma) |

|                               |           |              |
| Bergossi 33’ A. Piraccini 74’ | Marcatori | 68’ Cozzella |

| Arbitro: | Pairetto (Torino) |

|                        |           |                       |
| Sorbello 2’ Valigi 18’ | Marcatori | 13’ Bivi 64’ Bergossi |

| Arbitro: | Casarin (Milano) |

|                       |           |            |
| Bivi 30’ Bergossi 60’ | Marcatori | 41’ Ermini |

| Pescara 27 gennaio 1985 19ª giornata | Pescara        | 0 – 0 referto | Bari | Stadio Adriatico\| Arbitro: \| Leni (Perugia) \| |
| Arbitro:                             | Leni (Perugia) |               |      |                                                  |

#### Girone di ritorno
| Arbitro: | Ballerini (La Spezia) |

|              |           |  |
| Facchini 82’ | Marcatori |  |

| Arbitro: | Testa (Prato) |

|                       |           |              |
| Sola 39’ Galluzzo 60’ | Marcatori | 18’ Ugolotti |

| Arbitro: | D'Elia (Salerno) |

|           |           |  |
| Rizzo 85’ | Marcatori |  |

| Arbitro: | Leni (Perugia) |

|                                                  |           |  |
| Bergossi 25’ Lopez 75’ Bivi 82’ A. Piraccini 89’ | Marcatori |  |

| Arbitro: | Esposito (Torre del Greco) |

|                           |           |  |
| Bolis 65’ G. Pagliari 88’ | Marcatori |  |

| Arbitro: | Pellicanò (Reggio Calabria) |

|                 |           |  |
| Bivi 47’ (rig.) | Marcatori |  |

| Arbitro: | Agnolin (Bassano del Grappa) |

|             |           |  |
| Fiorini 58’ | Marcatori |  |

| Bari 31 marzo 1985 27ª giornata | Bari          | 0 – 0 referto | Empoli | Stadio della Vittoria\| Arbitro: \| Longhi (Roma) \| |
| Arbitro:                        | Longhi (Roma) |               |        |                                                      |

| Arbitro: | Lanese (Messina) |

|               |           |  |
| D'Ottavio 58’ | Marcatori |  |

| Arbitro: | Lo Bello (Siracusa) |

|                       |           |          |
| D. Ferrari 40’ (rig.) | Marcatori | 49’ Bivi |

| Arbitro: | Esposito (Torre del Greco) |

|                 |           |  |
| Bivi 67’ (rig.) | Marcatori |  |

| Arbitro: | Lombardo (Marsala) |

|                           |           |                                       |
| Strappa 58’ Bongiorni 64’ | Marcatori | 4’ (rig.), 18’ (rig.) Bivi 55’ Cupini |

| Arbitro: | Bergamo (Livorno) |

|            |           |               |
| Cupini 11’ | Marcatori | 13’ Gibellini |

| Pisa 12 maggio 1985 33ª giornata | Pisa              | 0 – 0 referto | Bari | Stadio Arena Garibaldi\| Arbitro: \| Pairetto (Torino) \| |
| Arbitro:                         | Pairetto (Torino) |               |      |                                                           |

| Arbitro: | Coppetelli (Tivoli) |

|                          |           |             |
| De Trizio 57’ Giusto 84’ | Marcatori | 21’ Carboni |

| Arbitro: | Lo Bello (Siracusa) |

|  |           |                     |
|  | Marcatori | 8’, 75’ (rig.) Bivi |

| Arbitro: | Esposito (Torre del Greco) |

|                               |           |                         |
| Bivi 2’ (rig.) Cuccovillo 81’ | Marcatori | 33’ Da Re 36’ Salvatori |

| Catania 9 giugno 1985 37ª giornata | Catania          | 0 – 0 referto | Bari | Stadio Cibali\| Arbitro: \| Casarin (Milano) \| |
| Arbitro:                           | Casarin (Milano) |               |      |                                                 |

| Arbitro: | Pieri (Genova) |

|                              |           |  |
| Bivi 67’ Bergossi 86’ (rig.) | Marcatori |  |

### Coppa Italia

#### Primo turno
| Arbitro: | Lombardo (Marsala) |

|         |           |              |
| Sola 5’ | Marcatori | 80’ Paciocco |

| Arbitro: | Esposito (Torre del Greco) |

|                               |           |              |
| Galluzzo 16’ A. Piraccini 21’ | Marcatori | 18’ F. Rossi |

| Arbitro: | Magni (Bergamo) |

|  |           |          |
|  | Marcatori | 53’ Bivi |

| Arbitro: | Mattei (Macerata) |

|                                 |           |          |
| Renica 26’ De Trizio 35’ (aut.) | Marcatori | 11’ Sola |

| Arbitro: | Luci (Firenze) |

|                                            |           |  |
| Cupini 12’ Bergossi 19’, 77’ Bivi 67’, 82’ | Marcatori |  |

#### Fase finale
| Arbitro: | Lamorgese (Potenza) |

|                                                     |           |  |
| Sócrates 40’ Pulici 47’ Cl. Gentile 67’ Monelli 90’ | Marcatori |  |

| Arbitro: | Coppetelli (Tivoli) |

|  |           |                   |
|  | Marcatori | 37’ C. Pellegrini |

## Statistiche

### Statistiche di squadra
| Competizione | Punti | In casa | In casa | In casa | In casa | In casa | In casa | In trasferta | In trasferta | In trasferta | In trasferta | In trasferta | In trasferta | Totale | Totale | Totale | Totale | Totale | Totale | DR  |
| Competizione | Punti | G       | V       | N       | P       | Gf      | Gs      | G            | V            | N            | P            | Gf           | Gs           | G      | V      | N      | P      | Gf     | Gs     | DR  |
| ------------ | ----- | ------- | ------- | ------- | ------- | ------- | ------- | ------------ | ------------ | ------------ | ------------ | ------------ | ------------ | ------ | ------ | ------ | ------ | ------ | ------ | --- |
| Serie B      | 49    | 19      | 15      | 4       | 0       | 30      | 9       | 19           | 3            | 9            | 7            | 12           | 16           | 38     | 18     | 13     | 7      | 42     | 25     | +17 |
| Coppa Italia | -     | 4       | 2       | 1       | 1       | 8       | 3       | 3            | 1            | 2            | 2            | 2            | 6            | 7      | 3      | 1      | 3      | 10     | 9      | +1  |
| Totale       | -     | 23      | 17      | 5       | 1       | 38      | 12      | 22           | 4            | 11           | 9            | 14           | 22           | 45     | 21     | 14     | 10     | 52     | 34     | +18 |

### Statistiche dei giocatori
| Giocatore     | Serie B  | Serie B | Serie B     | Serie B    | Coppa Italia | Coppa Italia | Coppa Italia | Coppa Italia | Totale   | Totale | Totale      | Totale     |
| Giocatore     | Presenze | Reti    | Ammonizioni | Espulsioni | Presenze     | Reti         | Ammonizioni  | Espulsioni   | Presenze | Reti   | Ammonizioni | Espulsioni |
| ------------- | -------- | ------- | ----------- | ---------- | ------------ | ------------ | ------------ | ------------ | -------- | ------ | ----------- | ---------- |
| A. Bergossi   | 36       | 6       | 5           | 0          | ?            | 2            | 0            | 0            | 36+      | 8      | 5           | 0          |
| E. Bivi       | 38       | 20      | 1           | 0          | ?            | 3            | 0            | 0            | 38+      | 23     | 1           | 0          |
| A. Cavasin    | 37       | 0       | 2           | 0          | ?            | 0            | 0            | 0            | 37+      | 0      | 2           | 0          |
| F. Cuccovillo | 34       | 1       | 1           | 2          | ?            | 0            | 0            | 0            | 34+      | 1      | 1           | 2          |
| A. Cupini     | 33       | 2       | 1           | 1          | ?            | 1            | 0            | 0            | 33+      | 3      | 1           | 1          |
| G. De Trizio  | 37       | 1       | 4           | 0          | ?            | 0            | 0            | 0            | 37+      | 1      | 4           | 0          |
| G. Galluzzo   | 24       | 4       | 2           | 2          | ?            | 1            | 0            | 0            | 24+      | 5      | 2           | 2          |
| M. Gargani    | 2        | 0       | 0           | 0          | ?            | 0            | 0            | 0            | 2+       | 0      | 0           | 0          |
| G. Giusto     | 26       | 2       | 0           | 0          | ?            | 0            | 0            | 0            | 26+      | 2      | 0           | 0          |
| S. Guastella  | 25       | 0       | 1           | 0          | ?            | 0            | 0            | 0            | 25+      | 0      | 1           | 0          |
| M. Gridelli   | 9        | 0       | 0           | 0          | ?            | 0            | 0            | 0            | 9+       | 0      | 0           | 0          |
| L. Imparato   | 30       | -18     | 0           | 0          | ?            | ?            | 0            | 0            | 30+      | -18+   | 0           | 0          |
| A. Lopez      | 26       | 1       | 0           | 0          | ?            | 0            | 0            | 0            | 26+      | 1      | 0           | 0          |
| G. Loseto     | 34       | 0       | 2           | 1          | ?            | 0            | 0            | 0            | 34+      | 0      | 2           | 1          |
| O. Loseto     | 17       | 0       | 0           | 0          | ?            | 0            | 0            | 0            | 17+      | 0      | 0           | 0          |
| P. Mascella   | 8        | -7      | 0           | 0          | ?            | ?            | 0            | 0            | 8+       | -7+    | 0           | 0          |
| A. Piraccini  | 37       | 2       | 1           | 0          | ?            | 1            | 0            | 0            | 37+      | 3      | 1           | 0          |
| E. Roselli    | 4        | 0       | 0           | 0          | ?            | 0            | 0            | 0            | 4+       | 0      | 0           | 0          |
| L. Sola       | 35       | 2       | 3           | 1          | ?            | 2            | 0            | 0            | 35+      | 4      | 3           | 1          |